# 長遠房屋策略諮詢委員會
長遠房屋策略諮詢委員會（英語：Long Term Housing Strategy Advisory Committee）簡稱長策會，於1999年3月1日成立，為香港特別行政區政府一個就公營及私營房屋事務方面提供專業知識及意見，協助監察政府房屋政策的實施情況，檢討和監察香港長遠房屋策略，以及進行長遠房屋政策調查研究的委員會，主席為房屋局局長。

## 職權
- 就長遠房屋策略提供意見
- 監察長遠房屋策略
- 就整體房屋政策提供意見
- 房屋政策調查研究

## 組織
長遠房屋策略諮詢委員會會員包括18名人員：
- 房屋局局長黃星華為主席，
- 成員包括陳錦文、鄭海泉、鍾瑞明、何喜華、梁振英、羅嘉瑞、雷鼎鳴、蘇澤光、王䓪鳴和楊啟彥
- 成員包括蘇慶和（1999年至2003年）
- 地產發展商背景的人數3人[2]

## 相關參見
- 運輸及房屋局
- 房屋委員會
- 房屋署